# Mittelbergheim
Mittelbergheim (Mìttelbarige en alsacien) est une commune française située dans la circonscription administrative du Bas-Rhin et, depuis le 1er janvier 2021, dans le territoire de la Collectivité européenne d'Alsace, en région Grand Est. Elle est classée parmi les Plus Beaux Villages de France.
Cette commune se trouve dans la région historique et culturelle d'Alsace.

## Géographie

### Localisation
Il est situé sur la route des vins et la Véloroute du vignoble d'Alsace (EuroVelo 5), au cœur de la région Alsace entre Sélestat et Strasbourg.
Le village est situé sur l'axe de deux villages : Barr à 1,2 km et Epfig à 4,2 km. Il est aussi situé au pied d'une côte qui sépare la vallée de Barr de la vallée de Villé.
|        | Barr           | Barr         |
| Andlau | Mittelbergheim |              |
|        | Eichhoffen     | Saint-Pierre |

### Géologie et relief
Le village est dominé par des montagnes dont l'une est couronnée par les ruines du château d'Andlau, détruit au XVIIIe siècle.
Par temps clair, il est possible d'apercevoir de manière exceptionnelle la chaîne des Alpes depuis le village pourtant situé au maximum à 340 m d'altitude.

### Voies de communication et transports

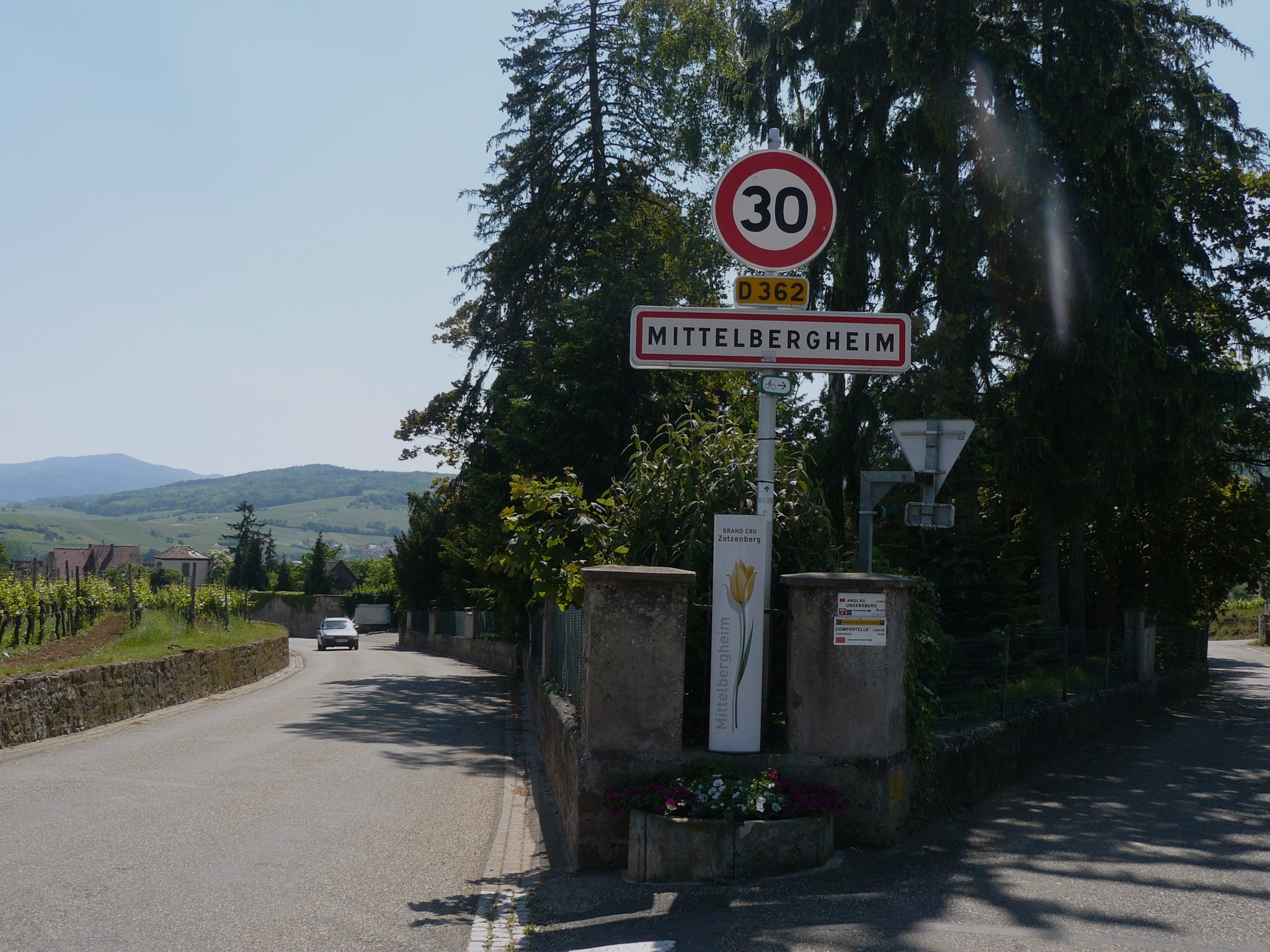
Entrée du village de Mittelbergheim par la D 362.

### Hydrographie
La commune est dans le bassin versant du Rhin au sein du bassin Rhin-Meuse. Elle est drainée par l'Andlau,.
L'Andlau, d'une longueur de 42 km, prend sa source dans la commune de Le Hohwald et se jette  dans l'Ill à Illkirch-Graffenstaden, après avoir traversé 21 communes. Les caractéristiques hydrologiques de l'Andlau sont données par la station hydrologique située sur la commune d'Andlau. Le débit moyen mensuel est de 0,76 m3/s. Le débit moyen journalier maximum est de 17,8 m3/s, atteint lors de la crue du 15 février 1990. Le débit instantané maximal est quant à lui de 25,5 m3/s, atteint le même jour.

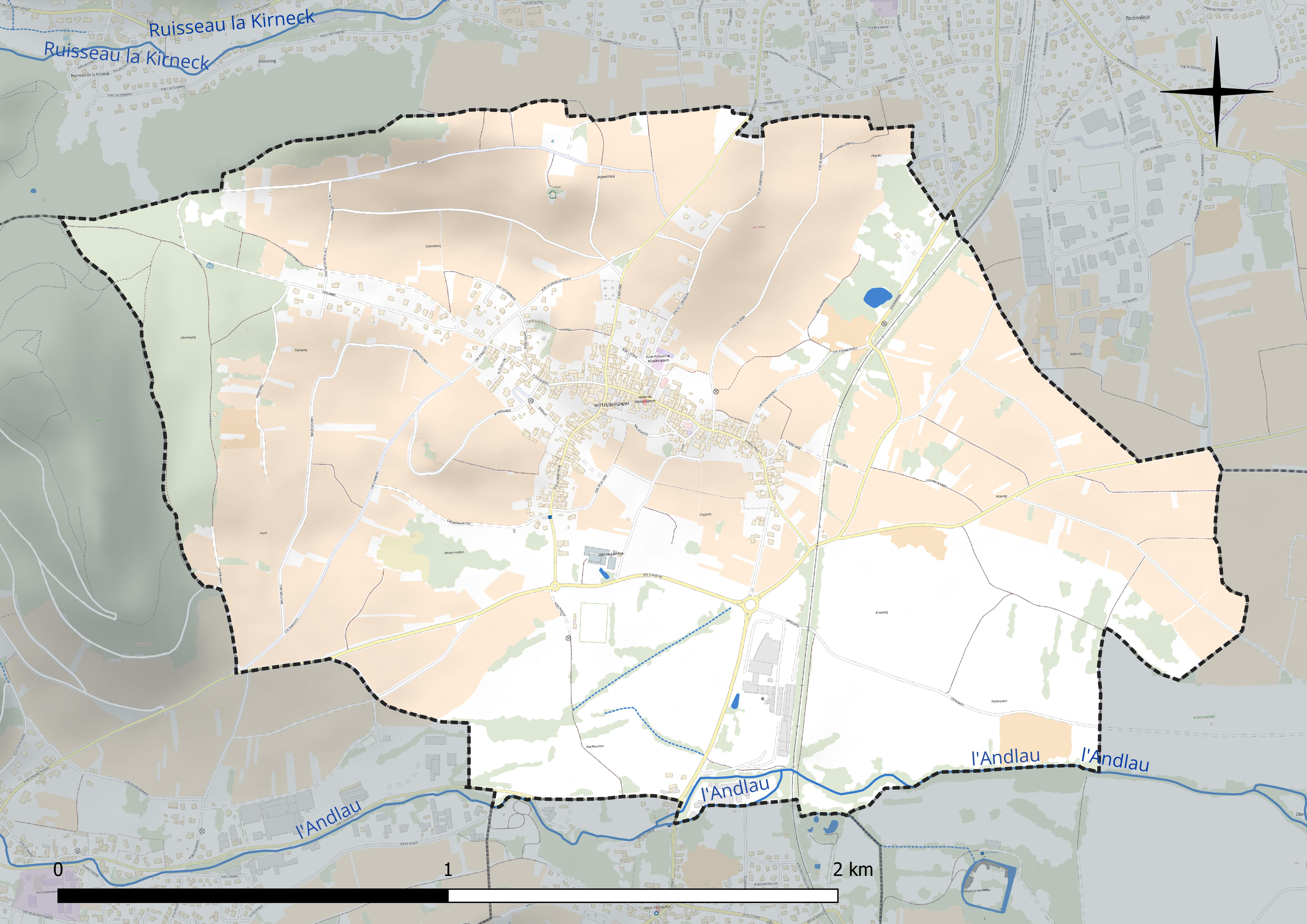
Réseau hydrographique de Mittelbergheim.

### Climat
Pour des articles plus généraux, voir Climat du Grand Est et Climat du Bas-Rhin.
En 2010, le climat de la commune est de type climat des marges montargnardes, selon une étude du Centre national de la recherche scientifique s'appuyant sur une série de données couvrant la période 1971-2000. En 2020, Météo-France publie une typologie des climats de la France métropolitaine dans laquelle la commune est exposée à un climat semi-continental et est dans la région climatique  Vosges, caractérisée par une pluviométrie très élevée (1 500 à 2 000 mm/an) en toutes saisons et un hiver rude (moins de 1 °C). 
Pour la période 1971-2000, la température annuelle moyenne est de 10,5 °C, avec une amplitude thermique annuelle de 17,5 °C. Le cumul annuel moyen de précipitations est de 683 mm, avec 8,8 jours de précipitations en janvier et 9,9 jours en juillet. Pour la période 1991-2020, la température moyenne annuelle observée sur la station météorologique de Météo-France la plus proche, « Le Hohwald_sapc », sur la commune du Hohwald à 8 km à vol d'oiseau, est de 8,8 °C et le cumul annuel moyen de précipitations est de 1 129,1 mm. 
La température maximale relevée sur cette station est de 35,6 °C, atteinte le 25 juillet 2019 ; la température minimale est de −20,5 °C, atteinte le 7 février 1991,,. 
Les paramètres climatiques de la commune ont été estimés pour le milieu du siècle (2041-2070) selon différents scénarios d'émission de gaz à effet de serre à partir des nouvelles projections climatiques de référence DRIAS-2020. Ils sont consultables sur un site dédié publié par Météo-France en novembre 2022.

## Urbanisme

### Typologie
Au 1er janvier 2024, Mittelbergheim est catégorisée petite ville, selon la nouvelle grille communale de densité à sept niveaux définie par l'Insee en 2022.
Elle appartient à l'unité urbaine d'Andlau, une agglomération intra-départementale regroupant trois  communes, dont elle est une commune de la banlieue,,. La commune est en outre hors attraction des villes,.

### Occupation des sols
L'occupation des sols de la commune, telle qu'elle ressort de la base de données européenne d’occupation biophysique des sols Corine Land Cover (CLC), est marquée par l'importance des territoires agricoles (82,4 % en 2018), une proportion identique à celle de 1990 (82,4 %). La répartition détaillée en 2018 est la suivante : 
cultures permanentes (62,3 %), prairies (20,1 %), zones urbanisées (10,2 %), forêts (6,6 %), zones industrielles ou commerciales et réseaux de communication (0,8 %). L'évolution de l’occupation des sols de la commune et de ses infrastructures peut être observée sur les différentes représentations cartographiques du territoire : la carte de Cassini (XVIIIe siècle), la carte d'état-major (1820-1866) et les cartes ou photos aériennes de l'IGN pour la période actuelle (1950 à aujourd'hui).

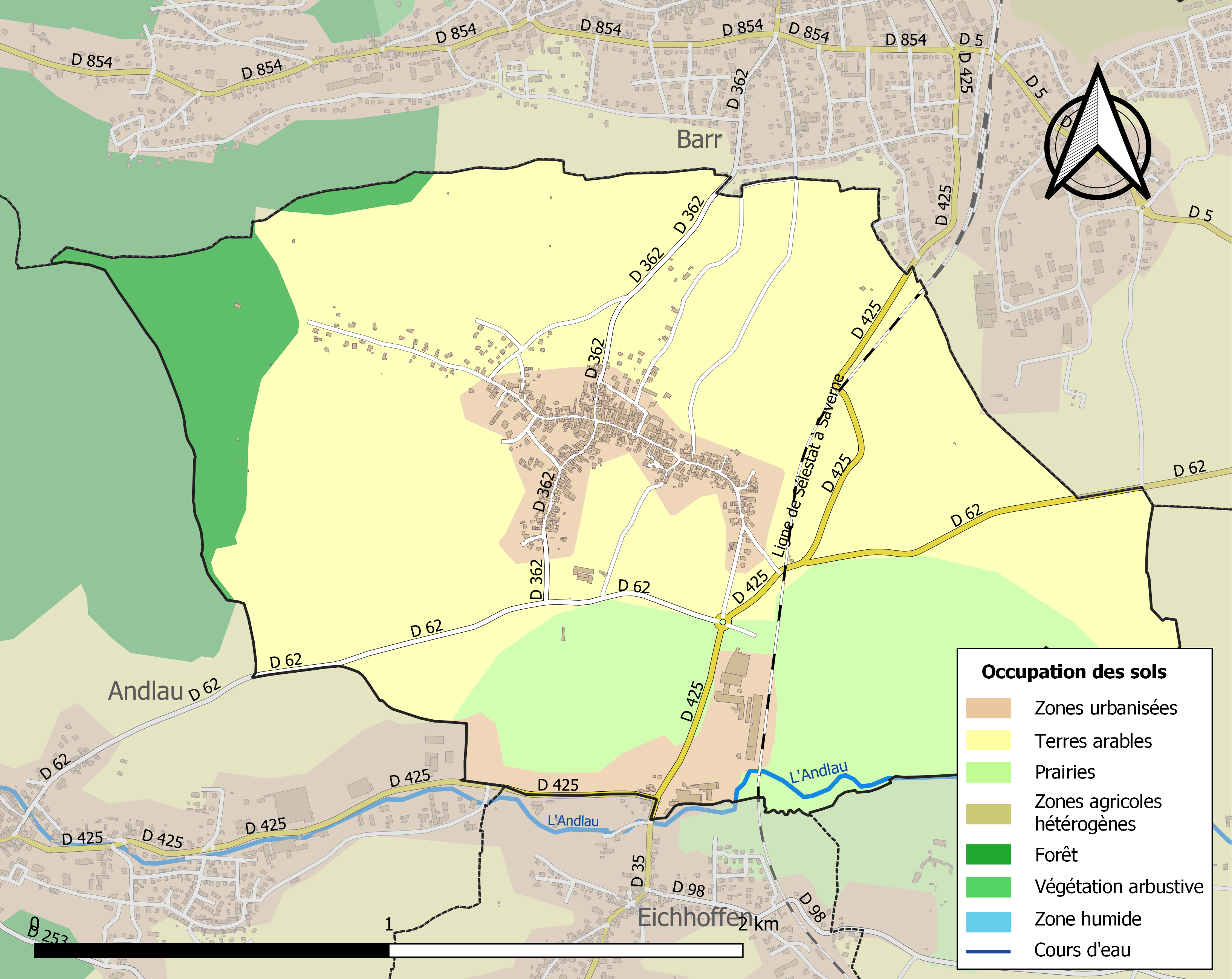
Carte des infrastructures et de l'occupation des sols de la commune en 2018 (CLC).

## Toponymie
Le nom du village se modifiera au cours des siècles et si dans les textes anciens, il figure sous sa forme latine : Mittelbergensis - Mittelberghemens - Alsata Médiomentanus – Mittelnbergheim (1525), celui-ci ne cessera de se transformer :
en l’an 880 villa Bergheim
en l’an 1007 Marcha Bereh
en l’an 1185 Birchem
en l’an 1233 Berccheim
en l’an 1245 Berckheim
« Villa Bergheim » peut avoir ses origines dans la forme latine « Berchem » signifiant « au cheval de complément » ce qui laisserait penser qu’il s’agissait d’un relais où il était possible d’avoir un cheval supplémentaire (Paul A. Piemont « l’origine des frontières linguistiques en Occident » 1981 chez l’auteur -p.315). Paul Piemont développe la thèse selon laquelle l’origine du nom Mittelbergheim proviendrait de : « Bergheim-Bâri » qui représente le premier maillon de la chaîne de trois « chevaux du bagage » (1) établi de 10 en 10 lieues le long de la retombée des Vosges. Le second est à Mittelbergheim, entendez « au cheval de complément du milieu » (la notion de milieu n’est apparue qu’au XVIIe siècle). Le troisième à Scharrachbergheim atteste son lien avec la poste impériale ; en effet, Scharrach provenant de Schara(ch) issu de cara, évolution phonétique de la forme latine scara = la poste (p.330). La distance de ces deux points extrêmes par rapport à celui du milieu est à peu près identique (10). Au XIIIe siècle, il est complété par « près Andelo » pour le distinguer du village de Bergheim dans le Haut-Rhin. Ce n’est qu’au XVIIe siècle que sa forme définitive apparaîtra. Dans un document du 26 octobre 1690, on lit : Mittelbergheimb (AMS VI-60/7), en 1724 : Mittelbergheim, le différenciant des villages de Bergheim (B) et de Scharrachbergheim (S) près de Strasbourg.Comme trois points sur une ligne droite, Mittelbergheim (M) se trouve, en effet au milieu du segment B-S orienté nord-sud et le point (M) est distant de 22 km de ces deux extrémités. D’autre part, ces trois villages iront jusqu’à avoir des armoiries très proches représentant les trois monts ou « Berg ».
Une autre version (populaire) s'appuie sur une traduction littérale du nom actuel dérivée de l'allemand Mittel = milieu, Berg =  montagne et Heim = village : littéralement village de la montagne du milieu, image reprise sur son blason.
- Berckheim, 1255.

## Histoire

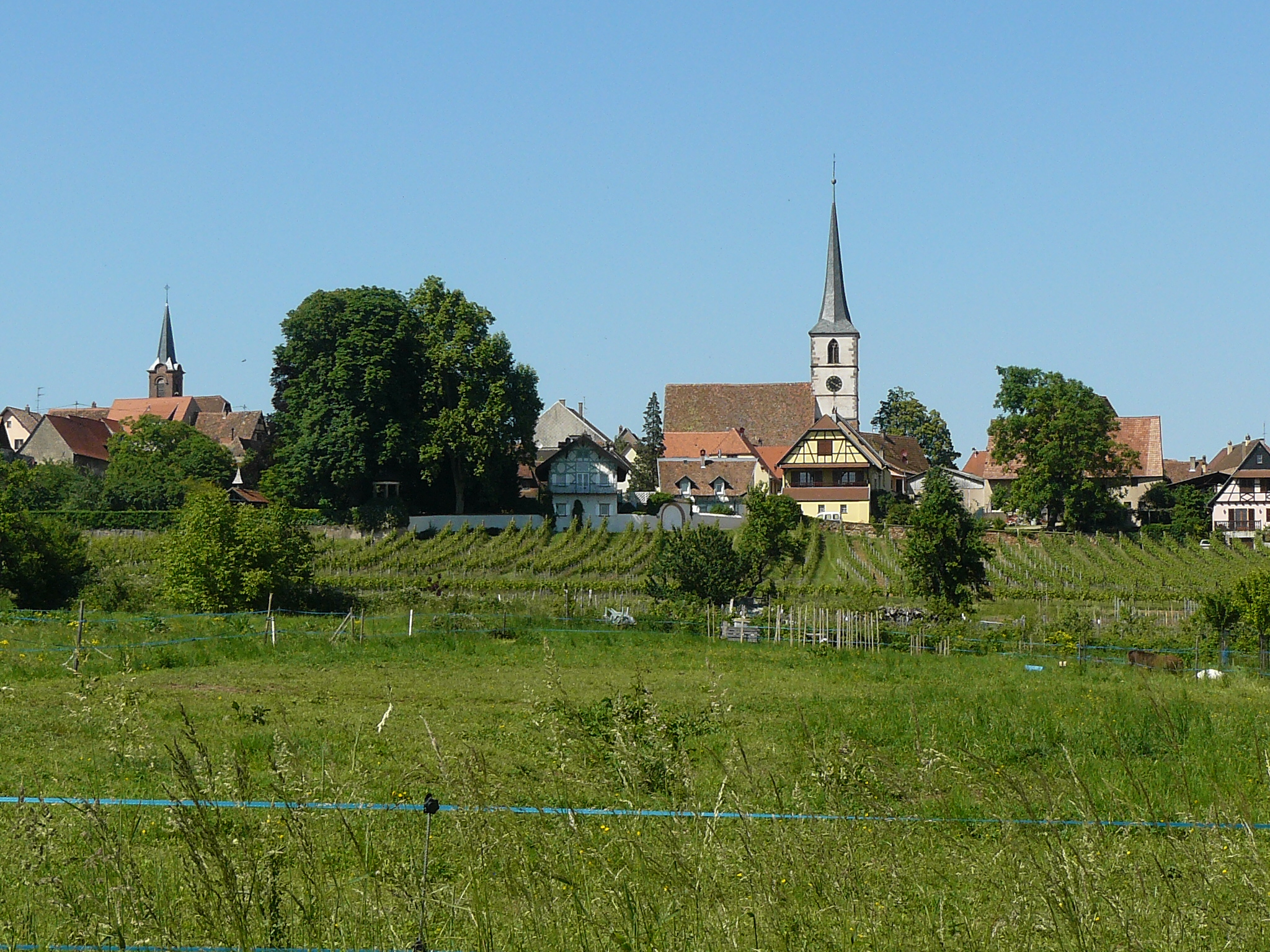
Vue sur le village avec en arrière-plan les églises catholique et protestante.

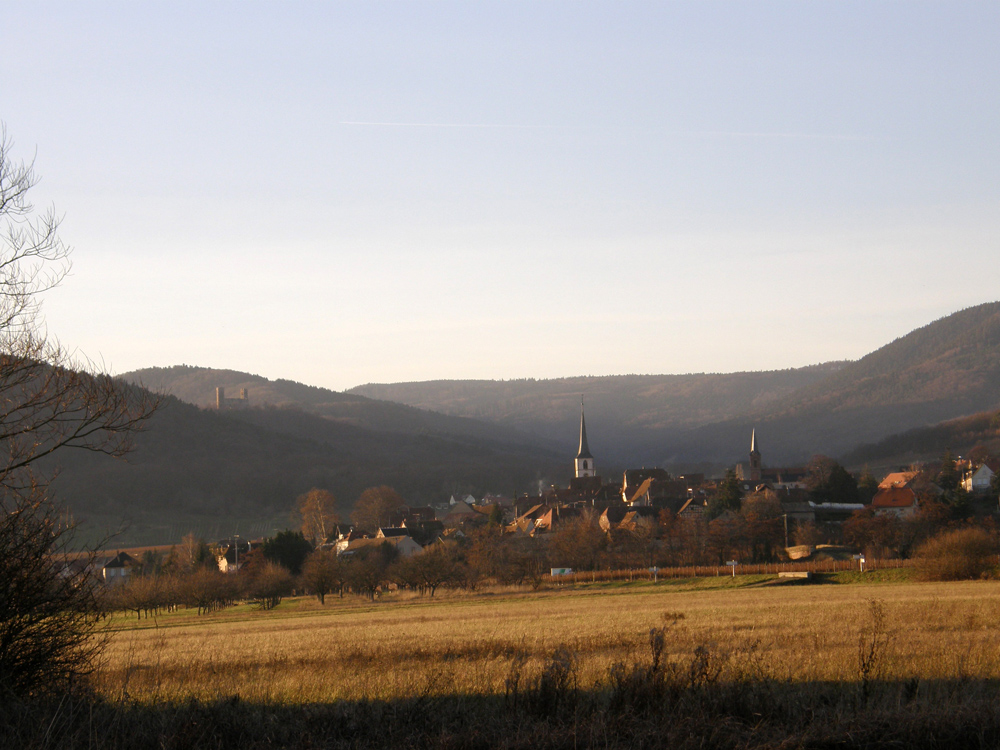
Mittelbergheim sous le soleil de décembre.

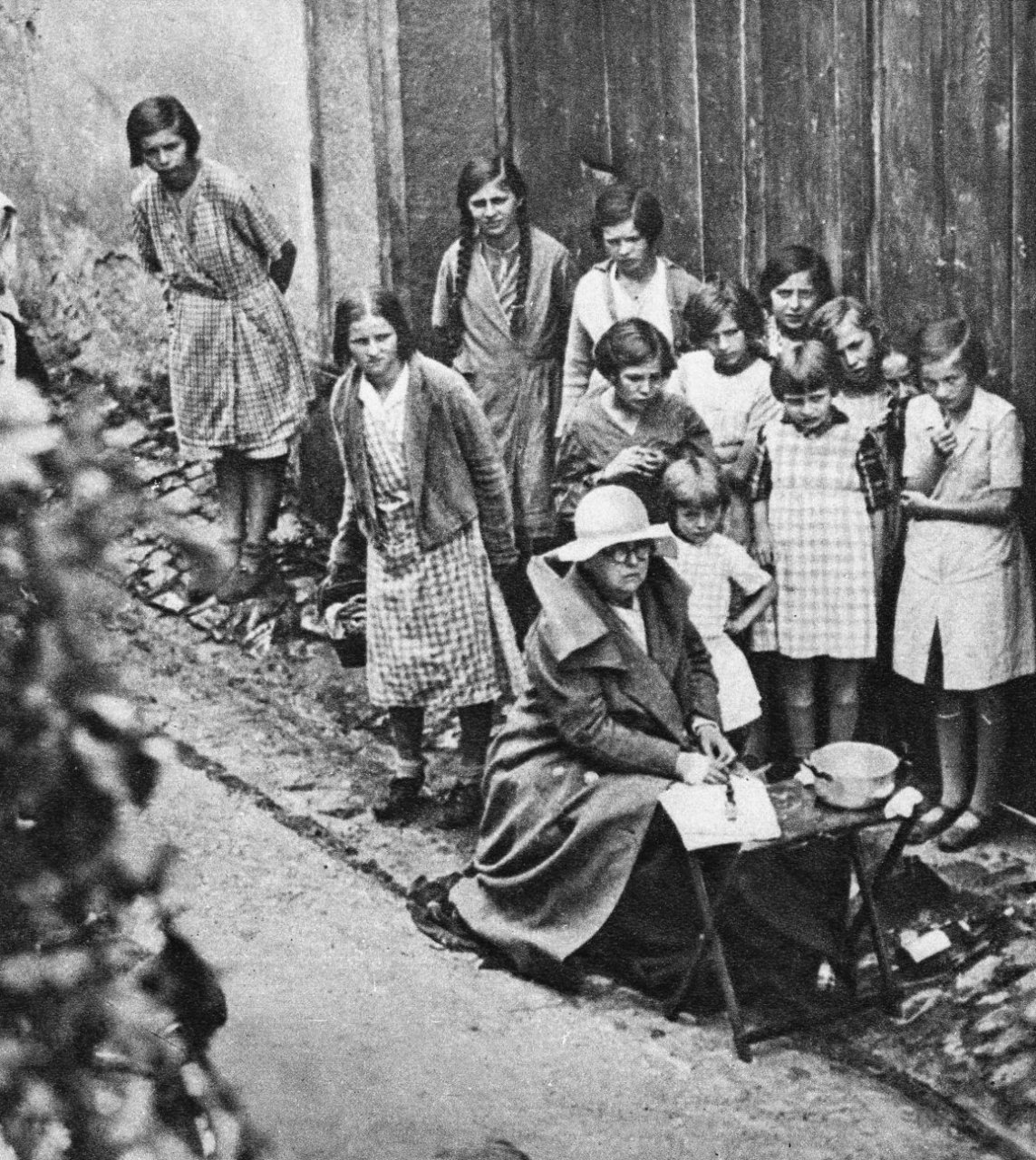
Wilhelmine, reine des Pays-Bas, en présence de jeunes villageoises, peignant à Mittelbergheim, en juillet 1936.

Le territoire où est situé Mittelbergheim est déjà occupé à l'époque des Francs puis semble-t-il par les Romains. Son nom d'origine est alors « Berg », signifiant montagne. Vers le IXe siècle, l'empereur Charles le Gros offre à son épouse Richarde ce morceau de territoire. Après le décès de Richarde, les terres passent sous la tutelle de l'évêque de Strasbourg qui les cède ensuite à la famille des Berckheim. La ville de Strasbourg prend ensuite possession des lieux. Au XIIIe siècle, Mittelbergheim (Mittel-Berckheim) est la résidence principale des nobles de la famille des Berckheim, issue de la branche des comtes d'Andlau dont ils se séparent début XIIIe siècle (choisissant alors le nom de Berckheim en raison de Mittel-Berckeim où ils demeurent). Ils disposent d'un château à cet endroit, le château de Crax (Andlau). À la droite de ce château se trouve la montagne appelée Crax ou Krax où existait un bourg détruit en 1296 par l'évêque Conrad de Lichtenberg et les Strasbourgeois alors en guerre contre Cunon de Berckheim (les ruines vont servir à la construction de Lichtenau). Le mot krax signifiait couvent dans le langage des vagabonds alsaciens du XVIe siècle. La paroisse de Mittelbergheim est pendant de longues années rattachée à la paroisse d'Andlau. Après la Réforme introduite en 1545, une nouvelle paroisse catholique, dont Gertwiller fait partie, voit le jour. Le simultanéum est établi dans le village jusqu'en 1894. Au XXe siècle, Mittelbergheim comprend quelques industries textiles qui ont malheureusement toutes disparu. On y fabriquait surtout de la bonneterie et des chaussons de laine.
Un fabricant de meubles haut de gamme de renommée mondiale la société Seltz, fondée en 1930 a été placé en liquidation judiciaire le 14 septembre 2016,,.

## Politique et administration

### Canton
Mittelbergeim appartenait au canton de Barr dans l'arrondissement de Sélestat-Erstein. Le Décret n° 2014-185 du 18 février 2014 portant délimitation des cantons dans le département du Bas-Rhin, a incorporé le canton de Barr au canton d’Obernai.

### Liste des maires
| Période                                  | Période  | Identité             | Étiquette | Qualité |
| ---------------------------------------- | -------- | -------------------- | --------- | ------- |
| mars 2001                                | mai 2020 | Alfred Hilger        |           |         |
| mai 2020                                 | En cours | Marie-Josée Cavodeau |           |         |
| Les données manquantes sont à compléter. |          |                      |           |         |

## Démographie
L'évolution du nombre d'habitants est connue à travers les recensements de la population effectués dans la commune depuis 1793. Pour les communes de moins de 10 000 habitants, une enquête de recensement portant sur toute la population est réalisée tous les cinq ans, les populations de référence des années intermédiaires étant quant à elles estimées par interpolation ou extrapolation. Pour la commune, le premier recensement exhaustif entrant dans le cadre du nouveau dispositif a été réalisé en 2005.

En 2022, la commune comptait 599 habitants, en évolution de −8,97 % par rapport à 2016 (Bas-Rhin : +3,17 %, France hors Mayotte : +2,11 %).
| 1793 | 1800 | 1806 | 1821 | 1831  | 1836  | 1841 | 1846  | 1851  |
| ---- | ---- | ---- | ---- | ----- | ----- | ---- | ----- | ----- |
| 936  | 925  | 964  | 754  | 1 034 | 1 005 | 975  | 1 037 | 1 020 |

| 1856  | 1861  | 1866 | 1871 | 1875 | 1880 | 1885 | 1890 | 1895 |
| ----- | ----- | ---- | ---- | ---- | ---- | ---- | ---- | ---- |
| 1 009 | 1 023 | 996  | 954  | 971  | 931  | 864  | 774  | 800  |

| 1900 | 1905 | 1910 | 1921 | 1926 | 1931 | 1936 | 1946 | 1954 |
| ---- | ---- | ---- | ---- | ---- | ---- | ---- | ---- | ---- |
| 788  | 723  | 677  | 593  | 609  | 667  | 676  | 688  | 610  |

| 1962 | 1968 | 1975 | 1982 | 1990 | 1999 | 2005 | 2006 | 2010 |
| ---- | ---- | ---- | ---- | ---- | ---- | ---- | ---- | ---- |
| 639  | 640  | 651  | 647  | 628  | 617  | 653  | 665  | 653  |

| 2015 | 2020 | 2022 | - | - | - | - | - | - |
| ---- | ---- | ---- | - | - | - | - | - | - |
| 655  | 605  | 599  | - | - | - | - | - | - |

## Économie
Plus de la moitié du territoire de Mittelbergheim est composée de vignobles dont les vins sont appréciés, notamment le grand cru zotzenberg.

## Culture locale et patrimoine

### Lieux et monuments
La richesse du patrimoine de la commune lui permet d'être classé parmi les Plus Beaux Villages de France.
Église catholique Saint-Etienne

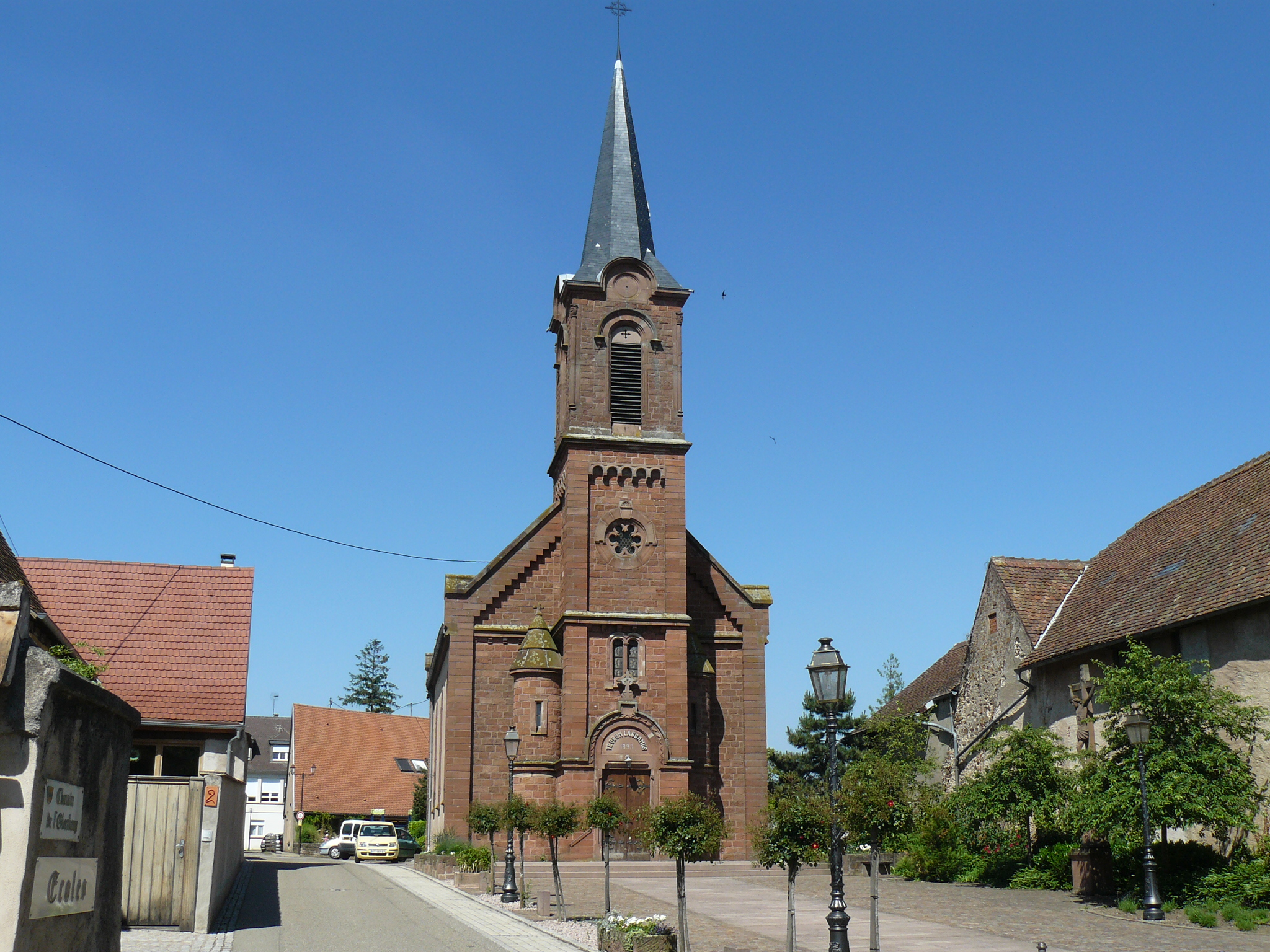
Église Saint-Étienne (catholique).

L'église a été construite en 1893 grâce à l'initiative du curé Victor Brach avec des matériaux en grès des Vosges. Les plans de cette église ont été réalisés par l'architecte barrois Heinrich dans le style qui avait cours à cette époque. Le curé de Mittelbergheim a pu acquérir le terrain grâce à l'héritage de sa mère. L'évêché de Strasbourg a ajouté une somme de 10 000 marks dont 4 000 marks provenant de l'héritage personnel de l'évêque. La municipalité de Mittelbergheim a donné une subvention de 5 000 marks et la paroisse protestante a ajouté une somme de 2 000 marks pour dédommager le culte catholique pour le mobilier resté dans l'ancienne église. L'église catholique a en outre reçu de nombreux dons privés et a bénéficié du travail de nombreux bénévoles qui ont permis sa construction.
L'église Saint-Étienne a été consacrée le 18 mars 1894 et a été dédiée au patron des vignerons. Elle est l'aboutissement de plusieurs siècles d'histoire religieuse mouvementée dans le village.
Lors de la Réforme de 1575, malgré le ralliement d'une grande partie de la population au protestantisme, les quelques rares catholiques encore présents sur place décident de garder leur église qui était l'actuelle église protestante. Avec ce bras de fer, les protestants iront au culte à Andlau. Vers 1600, chassés des églises d'Andlau, ils organisent le culte dans l'église de Mittelbergheim. Une époque floue aboutit en 1695 à un compromis imaginé par Louvois, ministre de Louis XIV pour « les Français de l'extérieur » : le simultanéum, convention religieuse ordonnant aux protestants d'accueillir les catholiques dans leur église. À Mittelbergheim, le chœur leur fut réservé. Cette cohabitation tendue prit fin deux siècles plus tard.
Église protestante

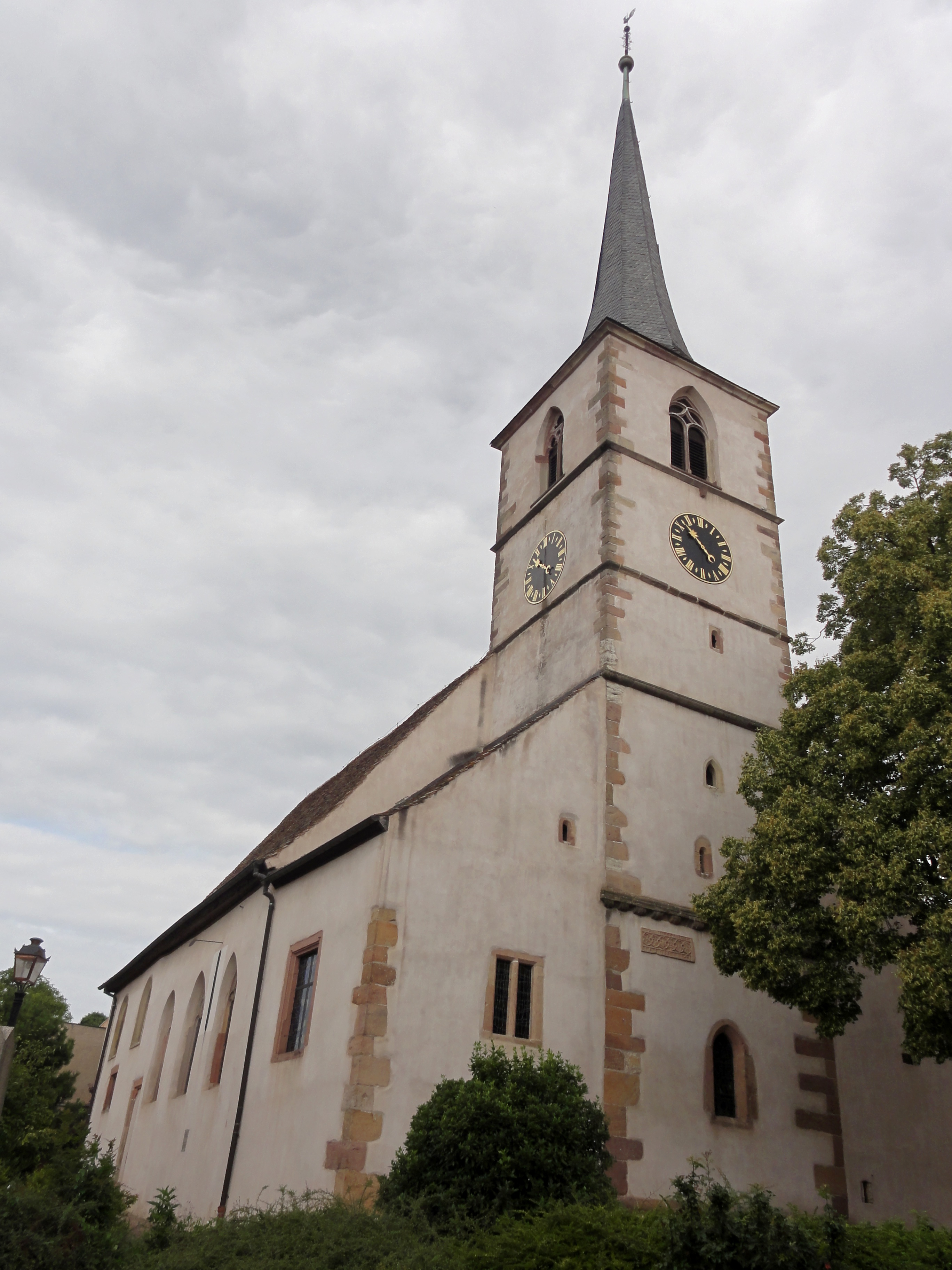
Église protestante.

L'église protestante a probablement été construite à l'emplacement d'une ancienne chapelle consacrée à Saint-Étienne dont l'origine remonte à l'année 1180. Cette chapelle du XIe siècle comportait une crypte d'on a extrait des pierres permettant d'élever une petite église. L'église romane de la fin du XIIe siècle fut construite avec des pierres provenant de la carrière du Stein. À cette époque la tour comporte deux niveaux et la nef primitive mesure 8 mètres de large sur 20 mètres de long. Un cimetière entoure l'église. À partir du XIIIe siècle la nef est allongée à 17 mètres et la tour est rehaussée d'un niveau. Au XIVe siècle la nef est élargie à 11 mètres et une sacristie est construite. La chapelle est réaménagée dès le XVe siècle et surélevée d'un niveau. Au XVIe siècle la réforme luthérienne est introduite à Mittelbergheim. En 1614 plusieurs transformations ont lieu : les fenêtres romanes sont remplacées par de grandes baies de style gothique. La tour est rehaussée d'un cinquième niveau, avec un toit à quatre pans en pointe. Un escalier extérieur est aménagée pour permettre d'accéder à la tribune. Avec la mise en place du simultaneum, l'ancienne chapelle est transformée en chœur pour les catholiques. Le plafond et la voûte de la crypte sont démolis. En 1752, le clocher est détruit par un incendie provoqué par la foudre. Un deuxième incendie déclenché par la foudre en 1803 détruit à nouveau la flèche du clocher. Une nouvelle restauration s'impose. La hauteur totale du clocher passe à 35 mètres avec une flèche effilée. Vers 1852, le cimetière qui se trouvait à côté de l'église est transféré. En 1860 l'église est pourvue d'un nouvel orgue Stiehr et Mockers et en 1861 une nouvelle horloge mécanique à trois cadrans est ajoutée. Vers 1894, avec la construction de la nouvelle église catholique, le simultaneum prend fin. En 2000 une nouvelle cloche est installée.
- Fresque du XVe siècle (église protestante)

Pressoir de la cour dimière
(Situé 27 rue Principale). Au XVIe siècle, le village comptait plusieurs dizaines de pressoirs en bois. Les deux plus importants pressoirs étaient situés dans la cour dimière. L'un des pressoirs daté de 1727, est l'un des huit rescapés de l'époque médiévale  qui fonctionna jusqu'en 1952. Il remplaça un ancien pressoir construit en 1571. L'usure de la vis en bois et l'humidité de l'ensemble obligeait la communauté à les restaurer périodiquement. Des réparations furent entreprises au cours des XVIIIe et XIXe siècles. Pour des raisons de coût, seul l'imposant linteau et les piliers étaient en chêne massif, permettant de résister à de fortes pressions en mobilisant du personnel. La cour dimière appartenait aux seigneurs Maximilien et Frédéric Ziegler jusqu'en 1562 et faisait plus tard partie du bailliage de Barr. C'est grâce à la famille Adam, propriétaire du pressoir et à la famille Jean Rohrer pour l'emplacement que la commune de Mittelbergheim a pu mettre en valeur cet élément important du patrimoine local.
Moulin à huile du XVIIIe siècle
Ce moulin à huile, en grande partie du XVIIIe siècle, est dans un état de conservation remarquable. Il est l'un des rares en Alsace à n'avoir subi aucune dégradation. En 1991, Paul Gerling, propriétaire de la ferme où est entreposé le moulin, fit don à la commune de Mittelbergheim du moulin à huile qui se trouvait dans sa cour. L'équipement se compose d'une meule dormante horizontale d'un diamètre de 2,14 m, d'une meule en grès d'une épaisseur de 38 cm et d'un poids de trois tonnes. Le moulin est également muni d'une meule volante verticale d'un diamètre de 1,45 m, d'une épaisseur de 38 cm et d'un poids de 1 380 kg. La presse en chêne d'une seule pièce supporte trois vérins. L'ensemble mesure 1,60 m en hauteur et 2,75 m de large. Un fourneau à bois composé de briques est équipé d'une plaque servant à tempérer la matière broyée avant de la passer sous la presse. Un broyeur est utilisé pour concasser certaines plantes oléagineuses avant leur passage sous les meules. L'ensemble, dont tout le mécanisme est en bois, est actionnée par un système de roues dentées et d'axes de transmission. Le mécanisme était entraîné par un cheval.

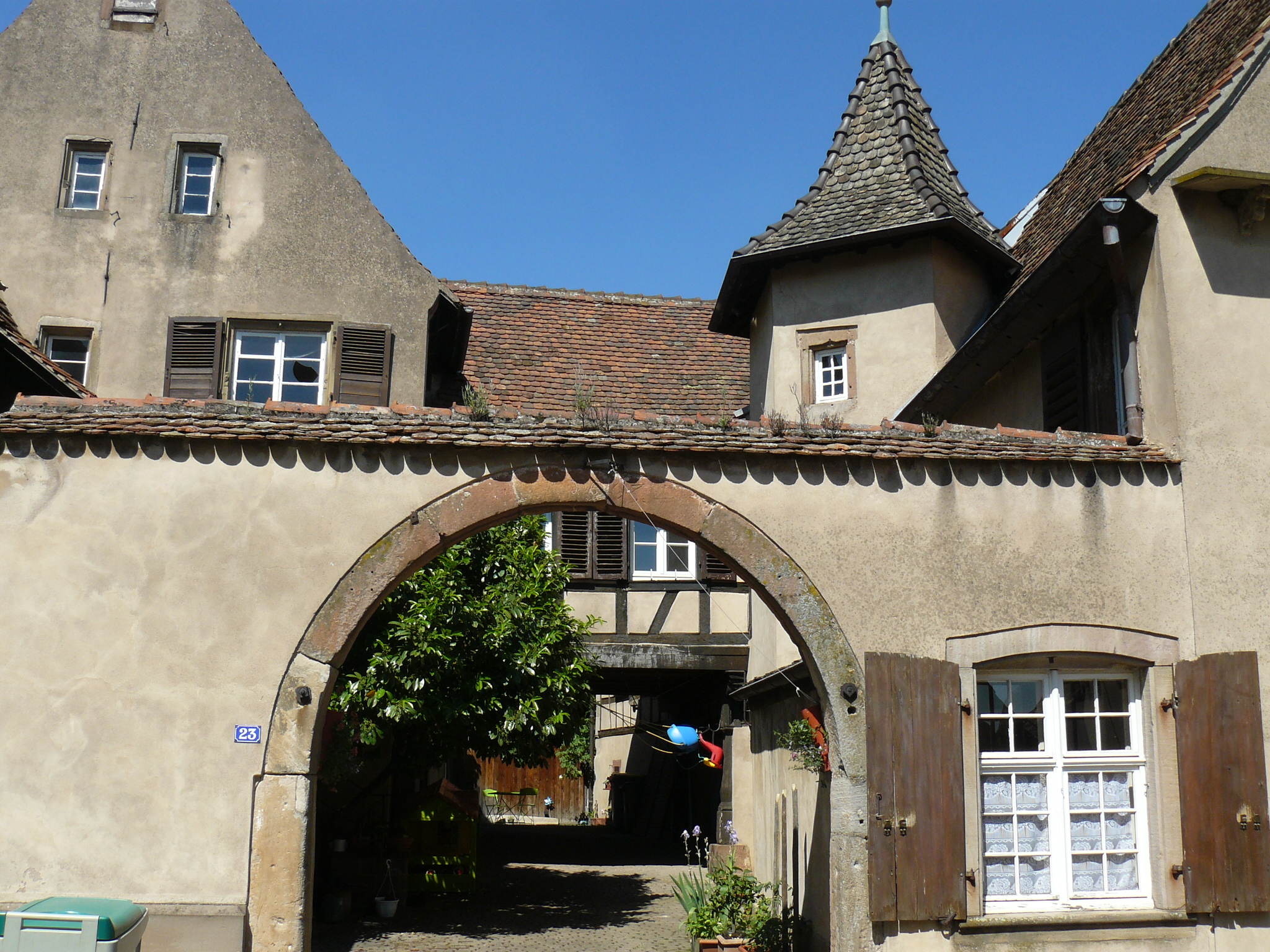
Ancienne maison vigneronne du XVIIe siècle.
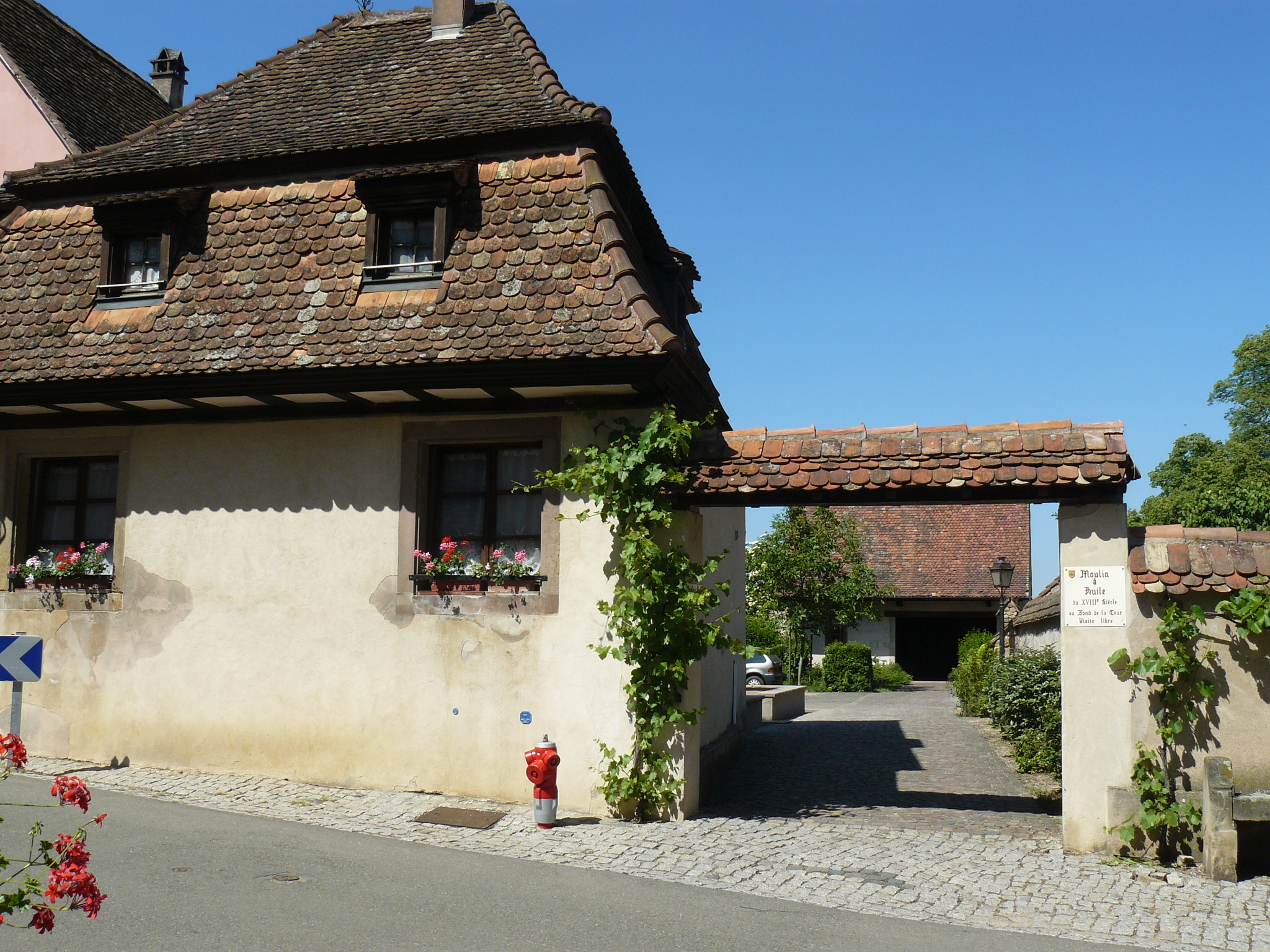
Cour de ferme où se trouve un moulin à huile du XVIIIe siècle qui dans un état de conservation remarquable.
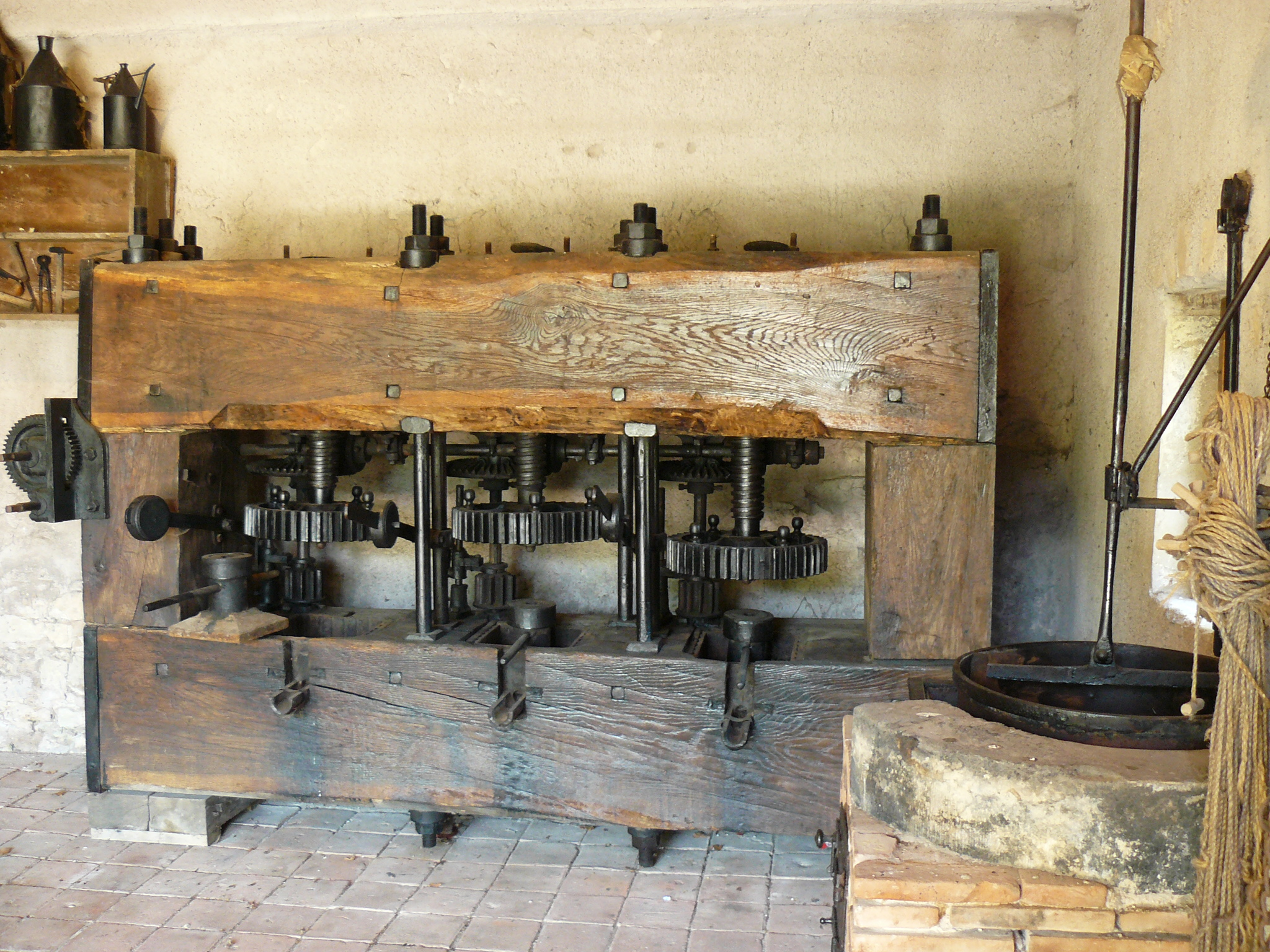
Moulin à huile du XVIIIe siècle.
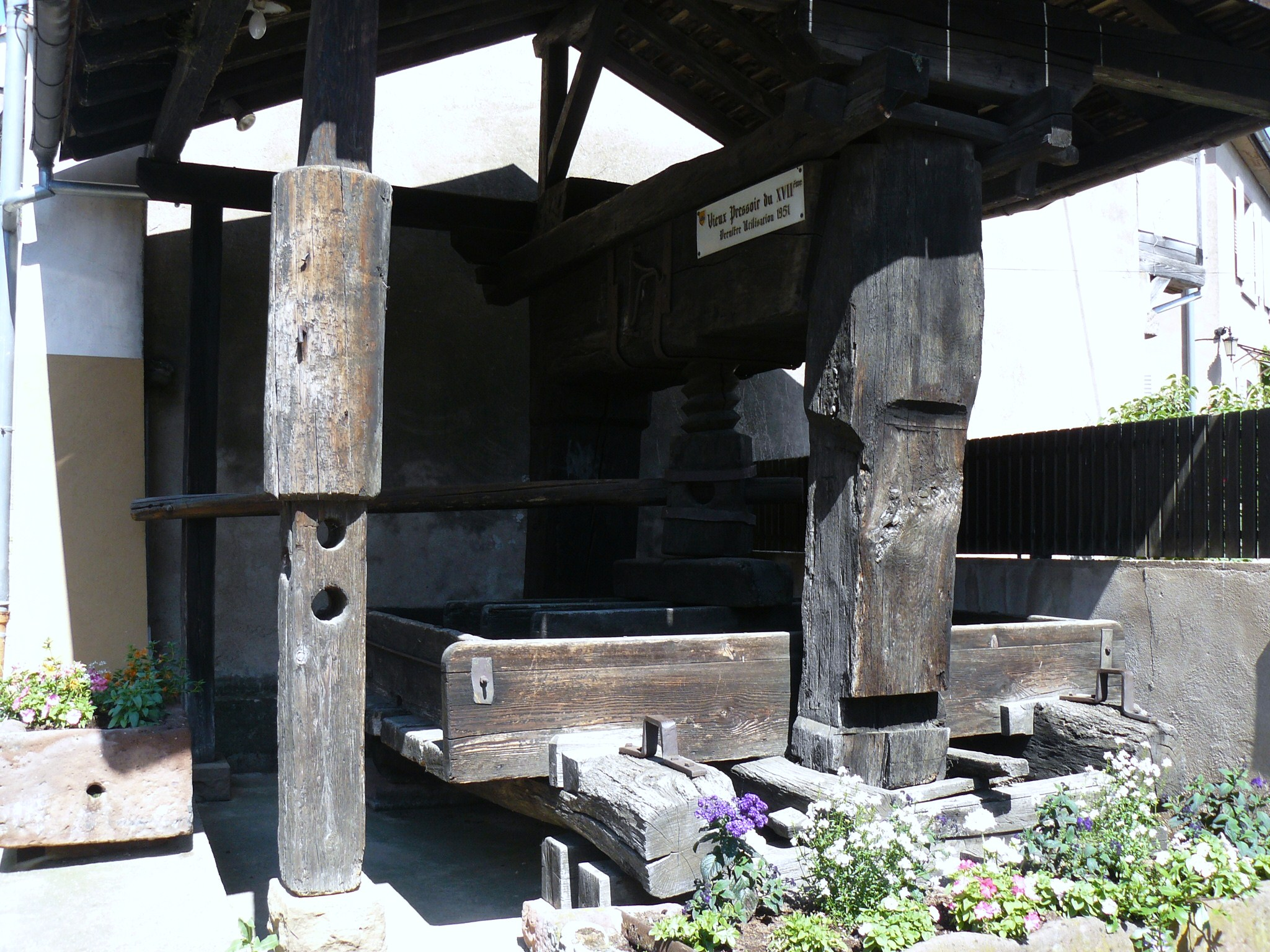
Vieux pressoir du XVIIe siècle.

Hôtel de ville (1620)

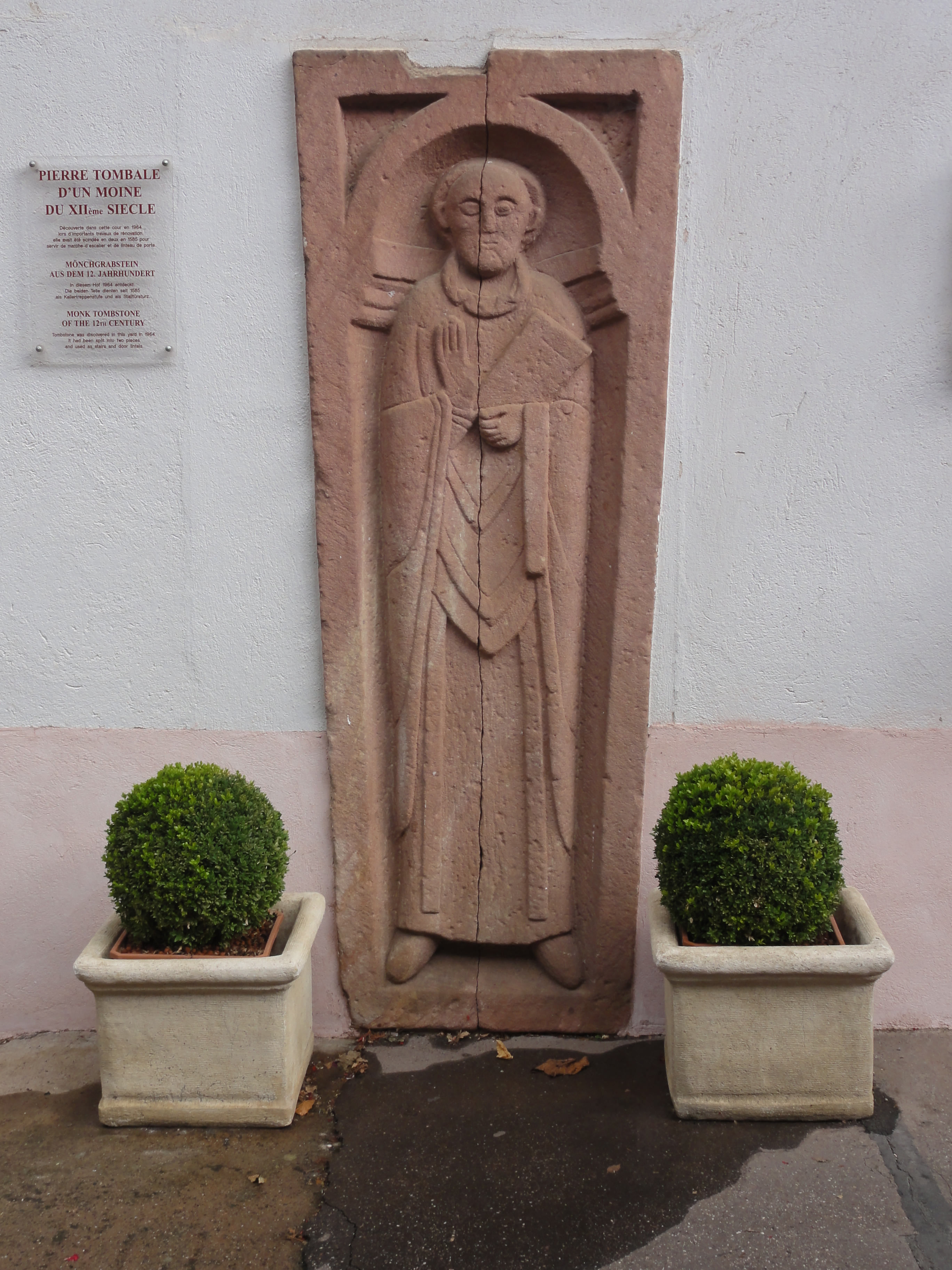
Pierre tombale de moine (fin du XII).

Cet hôtel de ville de style Renaissance présente un plan presque carré. L'escalier extérieur mène à une loggia, coiffée d'un toit à bulbe, servant probablement aux cérémonies publiques (...)
Pierre tombale (fin du XIIe siècle)
Située 2 rue du Rotland, cette dalle funéraire provient d'un édifice aujourd'hui disparu des environs de Mittelbergheim. Elle ne comporte aucune inscription et représente un religieux en vêtements sacerdotaux, qui est peut-être le chanoine Conrad, fondateur du prieuré d'Ittenwiller à Saint-Pierre.
Maisons de la Renaissance
C'est entre 1540 et 1630 que l'essentiel du village aux maisons de pierre tel qu'il se présente aujourd'hui, a été construit dans le style des maisons rurales de l'époque de la Renaissance allemande. En une centaine d'années, la quasi-totalité des petites maisons médiévales ont été remplacées par de grandes maisons en pierre. La disponibilité des matériaux a permis cette mutation rapide de l'architecture. Présente dans le sous-sol calcaire, la « grande oolithe » du Jurassique, qui se délite en plaques dures, est un excellent matériau de construction. La pierre extraite sert à édifier la maison et l'excavation devient cave à vin. Cinq carrières autour du village permettent de rajouter des étages et des dépendances. Au lieu-dit Ziegelscheuer, le tuilier fabrique les tuiles. Hautes, avec un ou deux étages d'habitation et deux ou trois étages de greniers, les maisons sont ouvertes sur l'extérieur par de nombreuses fenêtres, tant en pignon sur rue qu'en façade sur cour. Une maison classée présente un pignon à redans (en marches d'escalier). Le village de Mittelbergheim est unique en Alsace par le nombre de maisons de cette époque encore debout (80 en tout) et leur bon état de conservation.
- Maison du XVIe siècle.
- Puits du XVIe siècle.
- Pressoir animé. Situé au 7 rue de l'École. Il est constitué d'automates de Rudy Klein mettant en scène les activités viticoles d'antan.

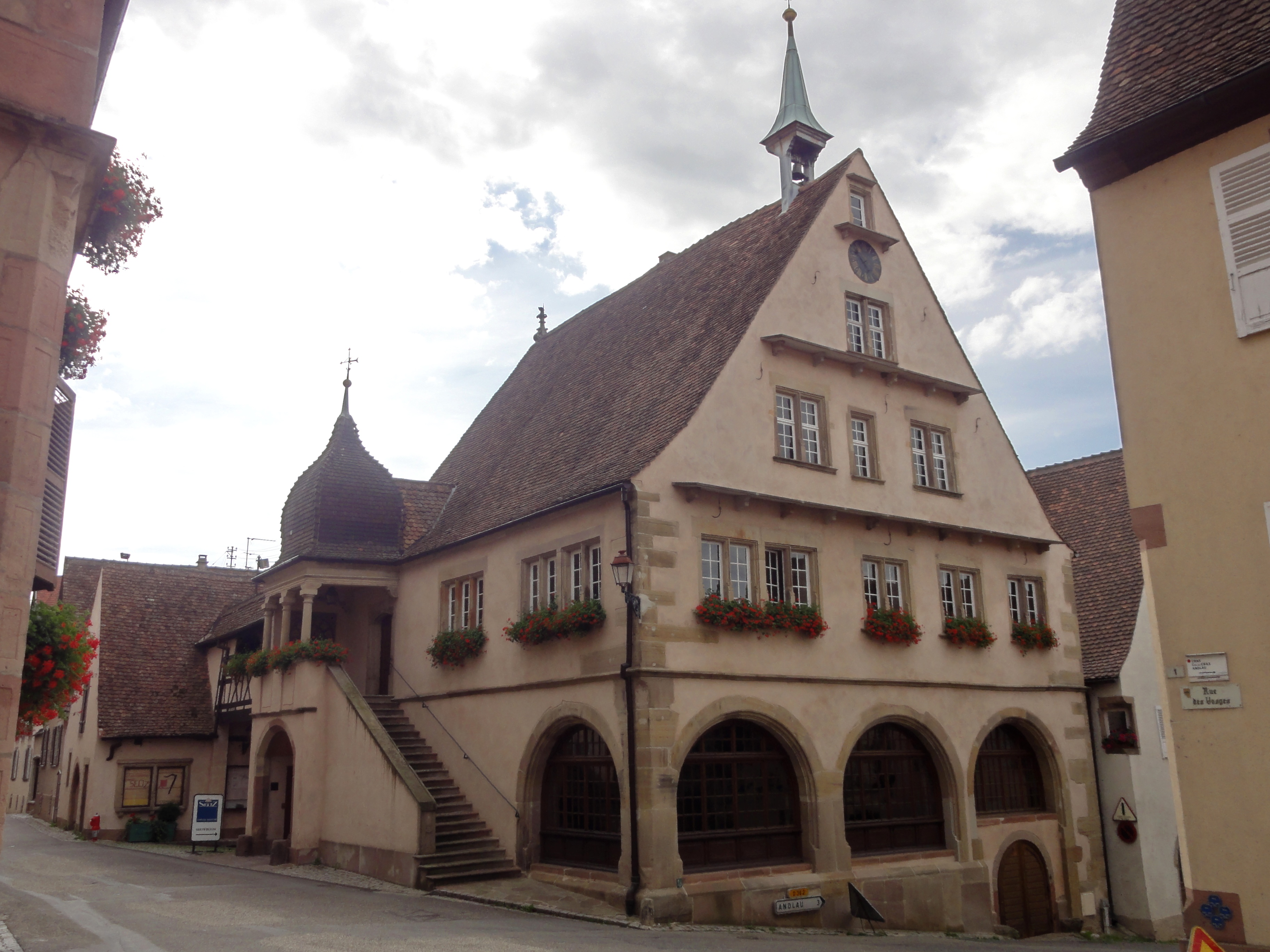
Hôtel de ville (1620).
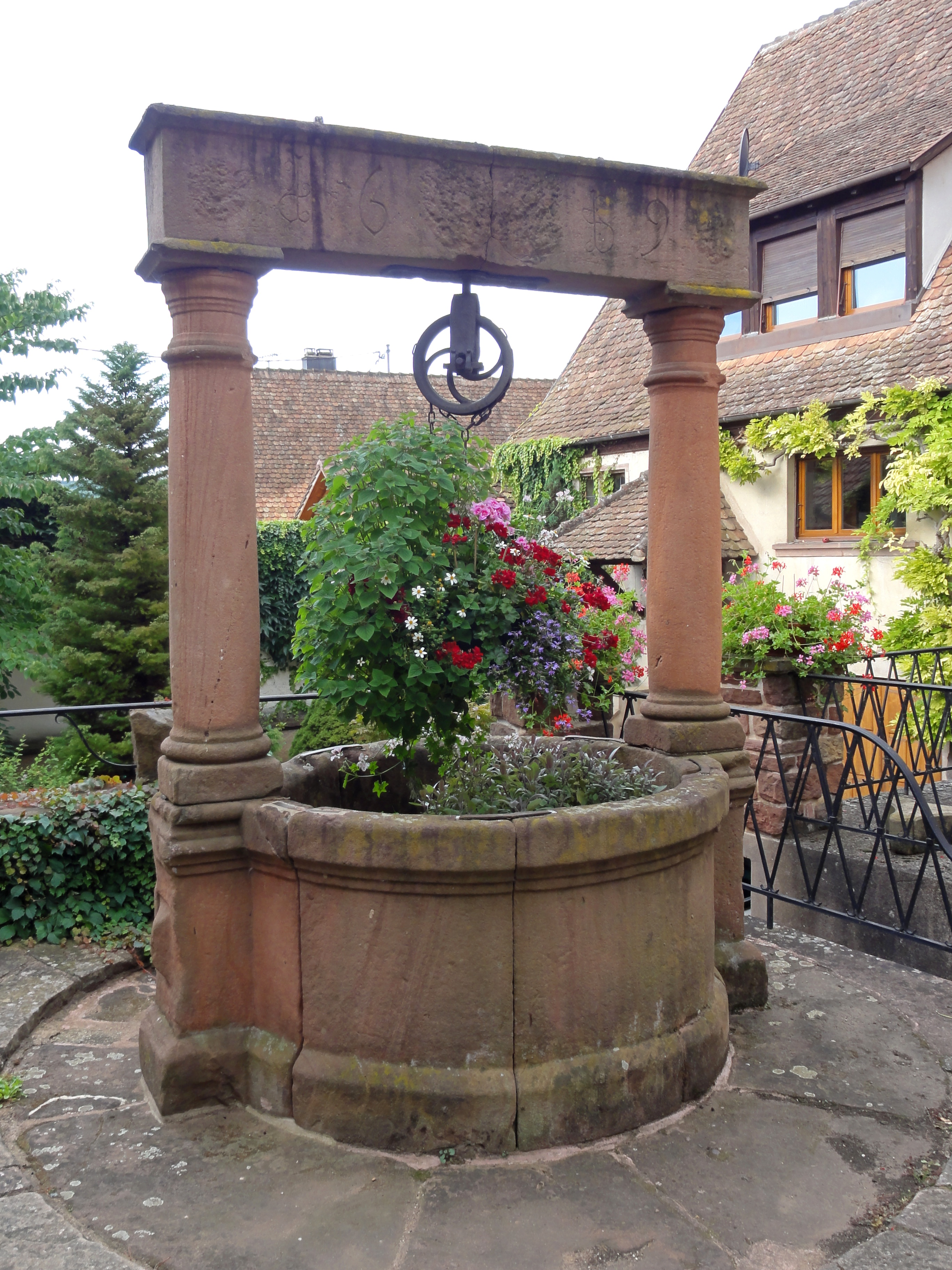
Puits de 1619 dans la cour de l'hôtel de ville.
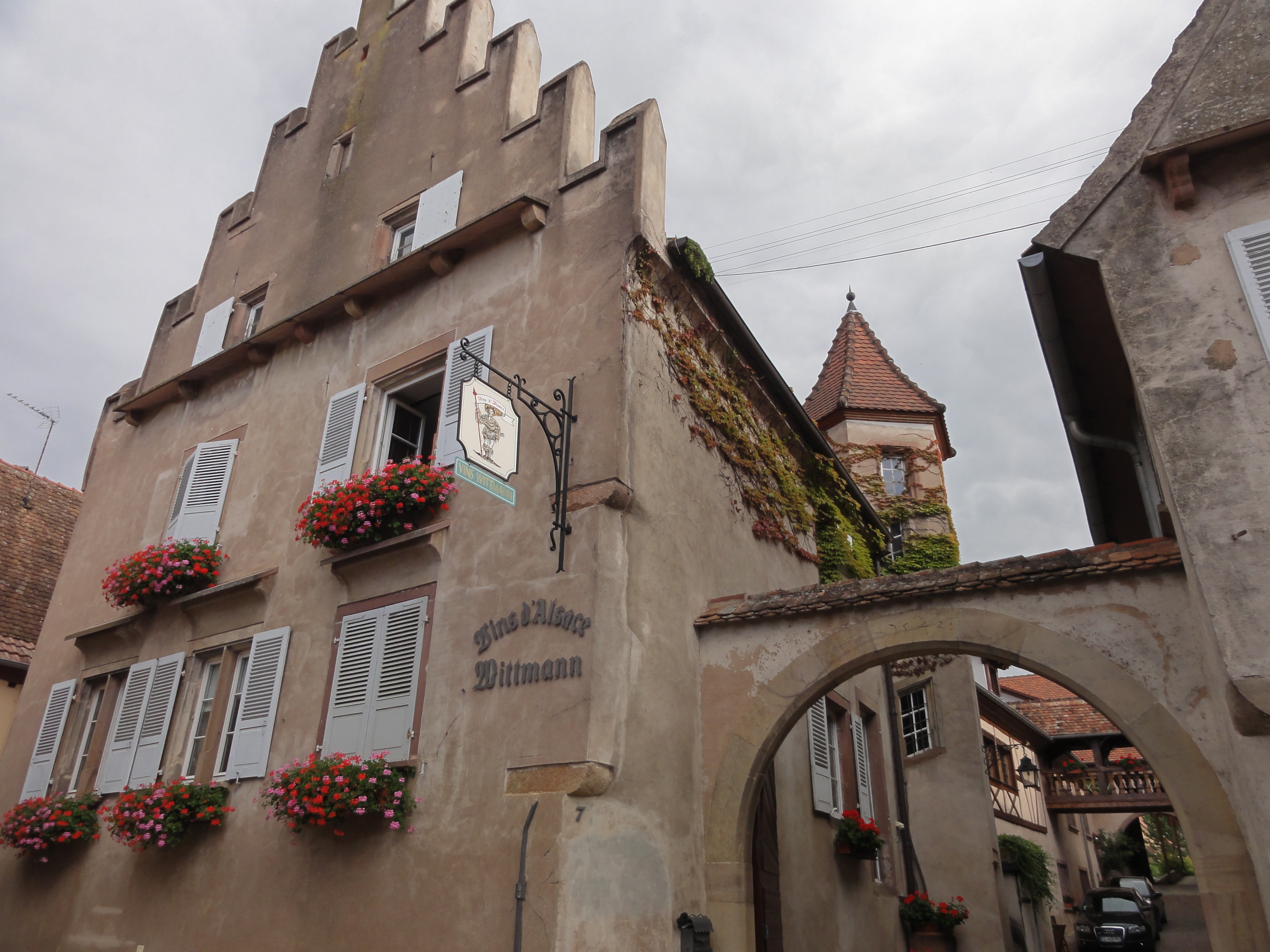
Maison d’Andlau (XVIe siècle), 7 rue Principale.
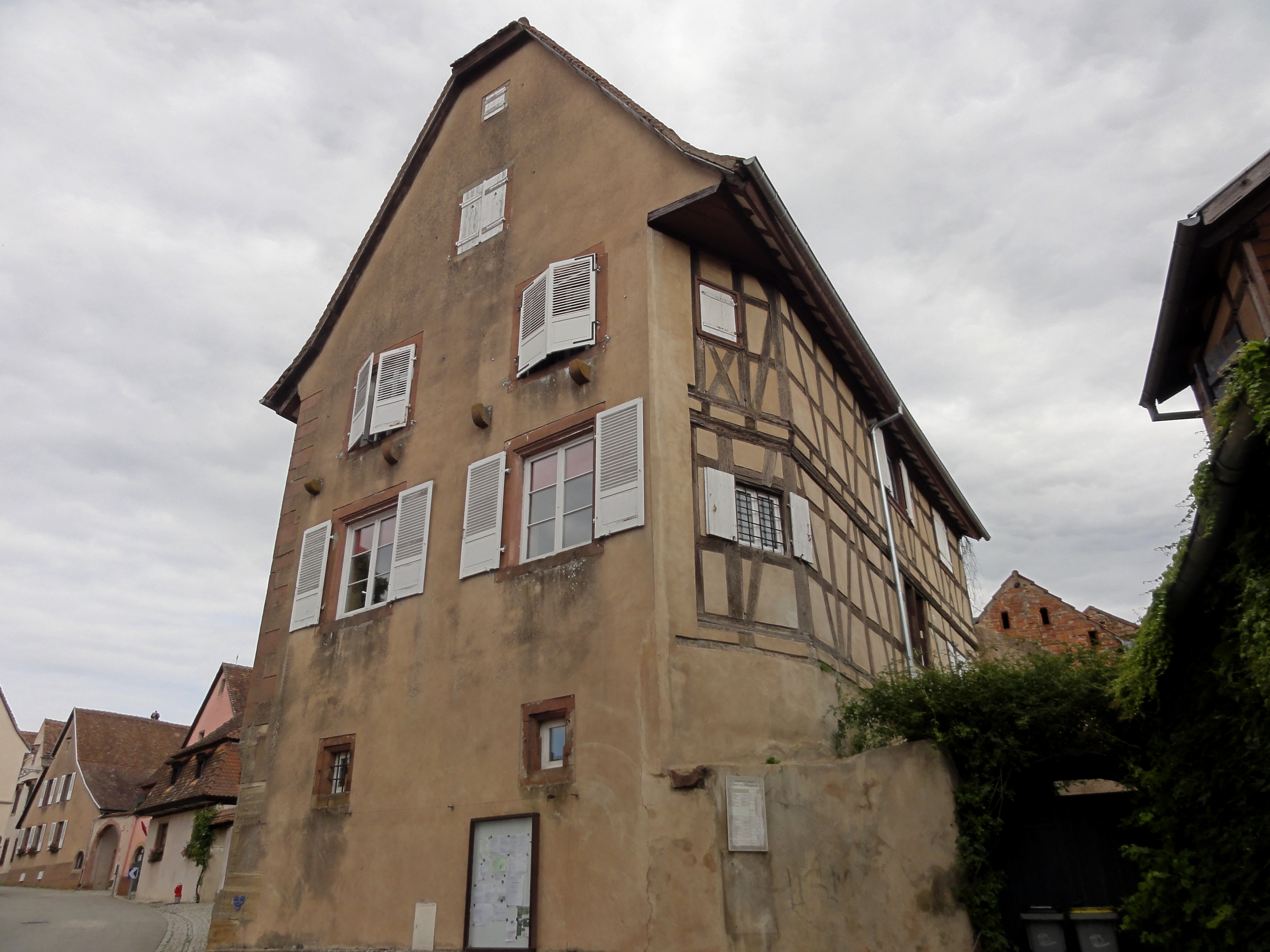
Presbytère (XVIIe siècle-XVIIIe siècle).

### Personnalités liées à la commune
- Charles Piepenbring, pasteur né à Mittelbergheim en 1840.

### Héraldique
| Blason de Mittelbergheim | Blason  | D'argent à la montagne de trois coupeaux de sinople. |
| Blason de Mittelbergheim | Détails |                                                      |

### Culture populaire
Cinéma
C'est dans cette commune que s'est déroulé en 1974 le tournage du film « Les Vacanciers » de Michel Gérard, avec Alice Sapritch, Paul Préboist, Michel Galabru et d'autres.
Littérature
Le poète Czeslaw Milosz, prix Nobel de littérature 1980 a séjourné en 1951 dans ce village qui l'a aidé à retrouver sa sérénité. Il lui a consacré un poème qu'on peut lire à la page 24 d'Enfant d'Europe (Editions L'Age d'Homme, 1980). Depuis 2002 ce poème est affiché dans l’allée qui mène au vieux moulin à huile, datant du XVIIIe siècle ; lors de la remise du prix Nobel à Czesław Milosz, il est le seul de ses poèmes qui ait été interprété à Oslo. Sur la place Fauth a été apposée une plaque commémorative, offerte en septembre 2014 par l’ambassadrice Ursula Gacek, représentante permanente de la République de Pologne auprès du Conseil de l’Europe. On y lit ces mots en polonais et en français : 
« Je suis la voix d’une autre Europe (…) Malgré les divisions du passé nous avons tous beaucoup de choses en commun (…) C’est pourquoi j’ai senti que j’avais le droit de penser que l’Europe était ma patrie. »